# Stazione di Herne Hill
La stazione di Herne Hill è una stazione ferroviaria punto di incrocio della Chatham Main Line e della ferrovia Holborn Viaduct-Herne Hill. È ubicata nel quartiere di Herne Hill nel borgo londinese di Lambeth.

## Movimento
L'impianto è servito da treni regionali e nazionali svolti da Govia Thameslink Railway e da Southeastern.